# 셸코드
컴퓨터 보안에서 셸코드(shellcode)란 작은 크기의 코드로 소프트웨어 취약점 이용을 위한 내용부에 사용된다. 셸코드로 불리는 까닭은 일반적으로 명령 셸을 시작시켜 그곳으로부터 공격자가 영향 받은 컴퓨터를 제어하기 때문이다. 셸코드는 일반적으로 어셈블리어로 작성되고 기계어로 변경된다, 비슷한 작업을 하는 어떤 코드 조각이라도 셸코드라고 불릴 수 있다. 내용부분의 작용이 단순히 셸을 띄우는 것에 그치지 않을 수 있기 때문에 셸코드라는 이름이 불충분하다는 제안도 있었다. 그러나 용어를 바꾸려는 시도는 아직 널리 받아들어지지 않고 있다.

## 같이 보기
- 컴퓨터 보안
- 버퍼 오버플로
- 취약점 공격
- 힙 오버플로
- 메타스플로이트 프로젝트
- 셸
- 스택 버퍼 오버플로
- 보안 취약점

## 참고 문헌
- (개정판)해킹 공격의 예술, (개정판)해킹 공격의 예술/존 에릭슨.[쪽 번호 필요]